# Reinhold Friedrich von Löwis of Menar

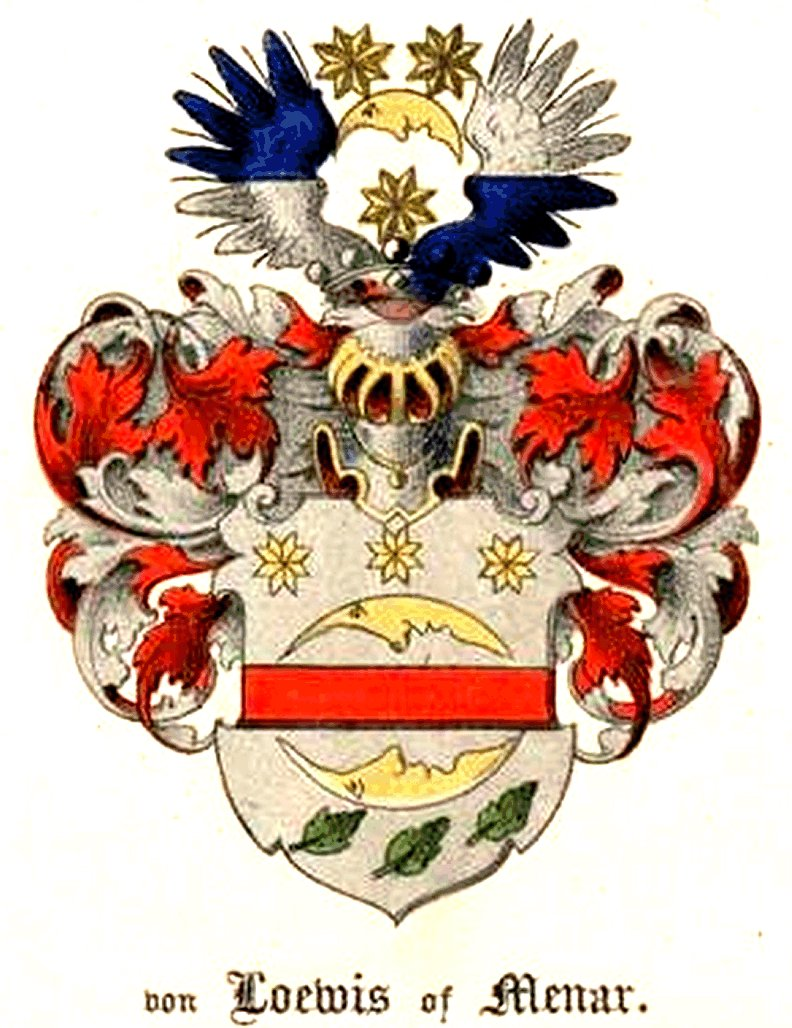
Familienwappen der von Löwis of Menar

Reinhold Friedrich von Löwis of Menar (* 5. September 1731 in Nurmis (Livland); † 29. April 1794 in Kemmershof (Valka)) war ein baltischer Adelsmann schottischer Abstammung und russischer Generalmajor.

## Leben
Sein Vater war Johann Heinrich I. von Löwis of Menar auf Panten, Nurmis und Seyershof (1707–1748), der Stammvater der baltischen Adelsfamilie Löwis of Menar, seine Mutter war Anna Jakobina geborene von Taube (1712–1757). Reinhold Friedrich heiratete 1764 Dorothea Elisabeth aus dem Hause Clapier de Colongues (1744–1799), er ist der Stammvater der Linie A (Nurmis). Ihre Nachkommen waren:
- Alexander (1765–1830), russischer Major, verh. mit Dorothea Elisabeth von Huene (1772–1846)
- Barbara Helene (1766–1787)
- Friedrich (1767–1824), russischer Generalleutnant und livländischer Landmarschall
- Peter Frommhold (1769–1829), russischer Major
- Andreas (1777–1839), Schriftsteller und Kupferstecher, Forst- und Landwirt
- Juliane Charlotte (1786–1849), verheiratet mit Karl Johann Hermann von Engelhardt († 1841)